# Tour Down Under 2008
10. edycja Tour Down Under odbyła się w dniach 20–27 stycznia 2008 roku. Trasa tego australijskiego, sześcioetapowego wyścigu liczyła 840 km ze startem i metą w Adelaide.
Zwyciężył reprezentant Niemiec André Greipel z grupy Team Columbia.

## Etapy
| Etap    | Data        | Start – meta            | Długość [km] | Zwycięzca etapu | Lider         |
| Prolog  | 20 stycznia | Adelaide                | 55           | André Greipel   | –             |
| 1. etap | 22 stycznia | Mawson Lakes – Angaston | 129          | Mark Renshaw    | Mark Renshaw  |
| 2. etap | 23 stycznia | Stirling – Hahndorf     | 148          | André Greipel   | Graeme Brown  |
| 3. etap | 24 stycznia | Unley – Victor Harbor   | 139          | Allan Davis     | Mark Renshaw  |
| 4. etap | 25 stycznia | Mannum – Strathalbyn    | 134          | André Greipel   | Mark Renshaw  |
| 5. etap | 26 stycznia | Willunga – Willunga     | 147          | André Greipel   | André Greipel |
| 6. etap | 27 stycznia | Adelaide                | 88           | André Greipel   | André Greipel |

## Wyniki
| M-ce | Imię i nazwisko      | Kraj      | Drużyna              | Czas                         |
| ---- | -------------------- | --------- | -------------------- | ---------------------------- |
| 1.   | André Greipel        | Niemcy    | Team High Road       | 18h 46' 18" (44,48 km/godz.) |
| 2    | Allan Davis          | Australia | Team UniSA-Australia | + 15"                        |
| 3    | José Joaquín Rojas   | Hiszpania | Caisse d’Epargne     | + 33"                        |
| 4    | Mickaël Delage       | Francja   | Française des Jeux   | + 37"                        |
| 5    | Mickael Buffaz       | Francja   | Cofidis              | + 37"                        |
| 6    | José Alberto Benítez | Hiszpania | Saunier Duval-Scott  | + 39"                        |
| 7    | Kjell Carlström      | Finlandia | Liquigas             | + 39"                        |
| 8    | Luis León Sánchez    | Hiszpania | Caisse d’Epargne     | + 41"                        |
| 9    | Richie Porte         | Australia | Team UniSA-Australia | + 41"                        |
| 10   | Stuart O’Grady       | Australia | Team CSC             | + 42"                        |